# Ллойд-Карри, Андреа
Андреа Лейн Ллойд-Карри (англ. Andrea Lane Lloyd-Curry; род. 2 сентября 1965 года, Москоу, штат Айдахо, США) — американская профессиональная баскетболистка, выступавшая в женской национальной баскетбольной ассоциации. Была выбрана на драфте ВНБА 1999 года в третьем раунде под общим 31-м номером командой «Миннесота Линкс». Играла на позиции тяжёлого форварда и центровой.

## Ранние годы
Андреа Ллойд родилась 2 сентября 1965 года в городке Москоу (штат Айдахо), а училась она там же в одноимённой средней школе, в которой выступала за местную баскетбольную команду.